# ロックは淑女の嗜みでして
『ロックは淑女の嗜みでして』（ロックはレディのたしなみでして）は、福田宏による日本の漫画作品。『ヤングアニマル』（白泉社）にて、2022年21号から連載中。執筆時間の確保を理由として、同誌2025年16号から休載が発表されている。略称は「ロックレディ」。
メディアミックスとして、テレビアニメが2025年4月から6月まで放送された。

## あらすじ
親の再婚で不動産王の家の娘となった鈴ノ宮りりさは、学園一のお嬢様の称号を得るために、好きだったロックとギターを捨てて淑女として振る舞っていたが、ある時、学園の有名人である黒鉄音羽がドラムを叩く姿を目撃する。音羽からギター弾きであることを見抜かれ、挑発に乗って彼女とセッションしたことをきっかけに、りりさはロックへの思いを再燃させる。

## 登場人物
声の項はテレビアニメ版の声優。演奏の項はテレビアニメ版の演奏シーンのモーションキャプチャー俳優。

### ロックレディ
リリー / 鈴ノ宮 りりさ（すずのみや りりさ）
声 - 関根明良
演奏 - BAND-MAID KANAMI (ベースパートはMISA）
本作の主人公。ギター担当。桜心女学園高等部一年生。不動産王である鈴ノ宮正の娘。小柄な体躯と大きなツーサイドアップの髪が特徴。
可憐な容姿と洗練された所作で、転校して一か月経った時点で周囲の尊敬を集めるほどになっている。だが実際は一年前まで庶民であり、母親の有花が正と再婚したことでお嬢様になったばかり。旧姓は小林（こばやし）。鈴ノ宮家の娘として完璧に振る舞うことで、立場の危うい母親を守ろうと本当の自分を押し殺して「お嬢様」に徹し、「高潔な乙女（ノーブル・メイデン）」の称号を求めている。刺激のない品行方正な毎日を退屈と感じる感性を持つものの、本人の気質は非常に真面目で母親思い。一年で完璧なお嬢様としての振る舞いを身に着け、運動神経も抜群であることから非常に要領がいい。学校では茶道部に所属。
実父は小林シンジ。父親たちに混ざってギターをかき鳴らし、ギタリストの「紅（くれない）」への憧憬からギターを弾いていた生粋のロック少女だった。鈴ノ宮家に入ってからはお嬢様として振る舞うためにギターを捨てたものの、ふとしたことから音羽とセッションをすることになりロックへの気持ちが再燃。本音をぶつけあった音羽とバンド「ロックレディ」を結成。音楽もお嬢様も「ガチ」でやることを志す。
幼少期からギターを弾いており、反骨心に満ち溢れた荒々しく前のめりなスタイルが特徴。単純なテクニックは環に劣るものの、そのむき出しの演奏は多くの人間に影響を与える。また、ベースもその頃併せて練習してたため弾くことはできる。そのため、音羽とともにヘルプで参加した市民楽団レッドファミリアの演奏会ではベースとして参加した（ただ、ベースに飽き足らず途中から勝手にギターに変えてしまう）。
オト / 黒鉄 音羽（くろがね おとは）
声 - 島袋美由利
演奏 - BAND-MAID AKANE
ドラム担当。桜心女学園高等部一年生。政財界の重鎮・黒鉄喜十郎の娘。姫カットのロングヘアが特徴のお嬢様。
りりさと違って正真正銘のお嬢様であり、一年でもっとも尊敬を集めている。旧校舎の音楽室に置いてあるドラムセットで練習に明け暮れている、セッションのことを「交わり」と呼ぶ。出会った当初、りりさにドラムを続ける理由を問われた時に「好き以外にやる理由があるなら教えてください」と返し、その単純明快な志がりりさの心に火をつけた。
天然でおっとりしているようで非常に自分勝手で、言葉巧みにりりさに自分との「交わり」を強制したりする。その一方で「自分が気持ちよくなること」を演奏に第一に求めているため、バンドとして成り上がったり、観客のことを考えることを後回しにしがち。演奏スタイルはまるで「相手を屈服させようとする」力強いスタイルで、のちに自分のリズムに観客が飲まれていくことにも快感を覚えるようになる。りりさのロックに惚れ込んでおり、りりさによれば彼女の生涯のパートナーになるとのこと。演奏後など気持ちが昂っている時はものすごく言葉遣いが汚くなる。
幼馴染である環の影響でドラムを始め、彼女の自宅の地下スタジオで練習していたことがある。しかしあることを境に彼女と一旦距離を開けていたようで、時折環との間でその時のことを懐かしむような素振りを見せる。
ティーナ / 院瀬見 ティナ（いせみ ティナ）
声 - 福原綾香
演奏 - BAND-MAID SAIKI
キーボード担当。桜心女学園高等部二年生。ハイブランド化粧品メーカー創業者の娘。長身で中性的な「桜心の王子」。一人称は「僕」。
生徒会副会長を努める傍ら、その恵まれた容姿からモデルという形で両親の仕事を手伝っている。周囲が望む「院瀬見ティナ」を演じ続けており、「本当の自分」を探している。撮影の合間に観覧したみどり祭でギターを演奏するりりさに憧れを抱き、彼女のようになるべくバンドへの加入を望んだ。
凛々しく王子様のような振る舞いはすべて演技で、本性は気弱で純心な少女。何かあるとマスコットの「うさ美ちゃん」と自作自演で会話し、精神の安定を保とうとするところがある。喜怒哀楽がとてもはっきりしており、刺々しい言葉を発することの多いメンバーの中では異質ともいえる柔らかな物腰の持ち主。多少ピアノを習ってはいたが当初は演奏技術が拙く、「自分への自信のなさ」と「ロックの知識の浅さ」という弱点まで抱えていたが、ロックレディとして活動し、ステージに立つたびに自分の「好き」を見出し、その個性と才能を開花させていく。
とてつもない爆乳。「王子様」のイメージを守るために普段は矯正下着で抑え込んでいるが、「ティーナ」として行動するときは正体がバレないようにするため（りりさは「変装」だと説得）、矯正下着は着用していない。
シロ / 白矢 環（しらや たまき）
声 - 藤原夏海
演奏 - BAND-MAID MISA
ベース担当。桜心の姉妹校である黒百合女学園高等部二年生で、同校茶道部部長。父親は現職警視総監の白矢石継。本来は白髪のショートヘアだが、学校では長髪のウィッグを装着し、上品に振舞っている。
ギターは多くのバンドからラブコールを受けるほどの凄腕。音羽からりりさに渡ったドクロのギターピックの本来の持ち主でもある。プロを目指すバンド「ビターガナッシュ」のヘルプギタリストとして活動していたが、人気取りのラブソングに迎合した「ビターガナッシュ」に見切りを付け、音羽と組むことを願うが彼女に「りりさのほうが魅力的だから」と拒絶されてしまう。そこから環を連れ戻そうとする「ビター・ガナッシュ」との対バンをすることになり、ヘルプとしてりりさと音羽のバンドに加入。
単純な技術だけならサブであるギターもりりさを遥かに凌ぐ腕前だが、本来志していたのはベーシスト。昔観たバンドの中で最も際立っていた楽器であり、「曲を攻めながらバンドを掌握する」性質に強く惹かれていた。その一方で「本音でぶつかり合える相手」を求めており、周囲が自分に遠慮するなかで真っ直ぐ向き合ってくれていた音羽に執着していた。
りりさらとの初ライブの後、楽屋でりりさと音羽に罵られたことで、音羽がバンド仲間に本当に求めていたものを知り、そして改めて自分は音羽に全力で罵られたいと悟る。ベースとしてりりさらのバンドへの加入を強く望み、のちに正式メンバーとなる。「全力で罵られたい」と伝えた音羽からは「気持ち悪い」「変態」と散々に言われながらも、その都度興奮し悦に浸っている。厳格にすぎるほどの父親を持ったため、やり場のない感情の発散先としてロック、そして自由を求めている。その一方で歳の離れた長女の真珠と次女の珊瑚の二人の姉には大いに可愛がられている。ちなみに二人の姉はともに実家を出て暮らしている。
バンド加入後は経験の深さから実質的なリーダーのように振る舞い、バンド活動のイロハや方針の設定、ティナとともにメンバーの衣装の選定、りりさやティナのサポートも欠かさないなど面倒見がいい。また自宅の地下にスタジオを持っており、練習場所の提供も行っている。

### その他の登場人物
鈴ノ宮 愛莉珠（すずのみや ありす）
声 - 白砂沙帆
りりさの義妹。鈴ノ宮正とその前妻（故人）との間の娘。桜心女学園中等部に通学。りりさと有花が家に現れたことによって亡き母を蔑ろにされたと考え、二人を強く敵視しており、当初は弱味を握ってりりさを排除しようと目論んでいた。しかし、みどり祭でギターを演奏するりりさを目撃してからその姿に惹かれ、「バンド活動のことを黙っている代わりに演奏に招待しろ」と要求するなど、ツンデレ的な性格を見せ始める。
以後はりりさとなんだかんだと心の距離を近づけ、ロックレディのメンバーにも可愛がられている。しかし父親の愛情を一身に受けている有花に対しては強い敵愾心を持ったまま。
鈴ノ宮 有花（すずのみや ゆか）
声 - 名塚佳織
りりさの実母。旧姓は小林。前夫は小林シンジ。正とはりりさが中学2年生の時に再婚し、上流階級に成り上がったものの、正の変化の原因と認識した鈴ノ宮家の親族の目の敵にされている。本人はどうにか相応の振る舞いをしようとし、りりさにも「庶民」を捨てるように命じ、ギターを捨てさせた。
鈴ノ宮 正（すずのみや ただし）
不動産王。りりさの義父。国内外を動き回るほど多忙を極めており、家を空けていることが多い。愛莉珠だけでなく義理の娘であるりりさにも柔らかく接しているが、それ以上に有花を強く溺愛しており、有花を思うあまり、たまに帰宅した際には有花に抱えきれないほどのプレゼントを持って現れる。そのため、愛莉珠を蔑ろにしてしまっている感があり、愛莉珠にとってはそれが許せないでいる。
小林 シンジ（こばやし シンジ）
声 - 高橋広樹
りりさの実父であり、ロックバンド「バロン」のギタリストだった。りりさが中学2年生の時に有花と離婚、妻子を捨てて家を出てからは音信不通となっている。りりさの回想の中でのみ登場。
蓮沼 司紗（はすぬま つかさ）
声 - 漆山ゆうき
りりさ、音羽らと同級生。滅多に表には出ず、表情も変えない大人しさだが、音羽の護衛という陰の任務も司っている。運動能力が高いだけでなく、ロックのCDを買いに行こうとしたりりさたちのためにCDショップに1日分の売上相当額を支払って人払いした上で店内を4人だけにしてしまうなど調整能力も非常に高く、黒鉄家を始め周囲からは高く信頼されている。
マリ子（マリコ）
声 - 沼倉愛美
ライブハウス「MIX HALL」オーナー兼店長の女性。苗字は不明だが、周囲から「マリ子さん」と呼ばれている。毎年周辺の他の3つのライブハウスと合同対バン企画（サーキットフェス）を行っているが、ライバルの「バッドランズ」店長・ミミからは売上勝負を挑まれるもいつも負けており、罰ゲームとして何かしらコスプレをさせられている。
ビター・ガナッシュ
りりさらの初ライブでの対バン相手。結成歴3年6か月で、ヴォーカルのアキ、ベースのナツキ、ドラムのハルミによる女性スリーピースバンド。メジャーデビューを夢見てギターに環を誘うも断られてしまうが、環は期間限定でヘルプの立場で参加していた。りりさらと同じくロックを志向しているが、「売れるため」ラブソングを歌っており、初めてメンバーに誘われた時とのスタンスが異なっていることに環は冷めた目で見ている。当初はりりさらとの対バンで勝利したら環はギターとして正式メンバーに加入する約束であったが、ライブ後のりりさと音羽の罵り合いと環が罵られた姿を見て、ナツキとハルミは環のバンド加入は諦めて身を引いた（アキは最後まで嫌がったが、二人の説得に応じた）。
AUM（アユム） / 等々力 歩（とどろき あゆむ）
インストガールズバンド「BOM Girl's」のギタリスト。「小林りりさ」を知っている少女で、りりさと同い年の高校生。モデル並の容姿を持つ美少女だが、私服のセンスが悪い。自己主張が控えめだがエモーショナルなギターを弾き、ハイレベルで調和したバンドと、ファンとの距離の近いライブ、巧みなMCで人気を博している。
ロックバンド「バロン」のベーシストの娘で、「バロン」が練習中によくりりさと顔を合わせていた。当時は過保護な父親の言いつけで男の子の格好をしていたため、数年ぶりに再会したりりさは幼馴染の歩だと気づかなかった。幼少期から「りりさとバンドを組む」ことを夢見て音楽を続けていたものの、既にロックレディを結成していた彼女を見て心を痛める。しかし幼少期の会話からりりさのライバルであることを望み、サーキットフェスでロックレディと覇権を争う道を選ぶ。
バッカス
大学生のインフルエンサー4人組。ヴォーカルのナオト、ドラムのユウ、ベースのタクヤ、ギターのリューイチ。結成３ヶ月。遊びで始めたバンドでライブをしよう訪れた「MIX HALL」に偶然居合わせた りりさ達の対バン相手として名乗り出る。

## 用語
桜心女学園
小・中・高一貫のお嬢様学校。
黒百合女学園
桜心女学園の姉妹校。
高潔な乙女(ノーブル・メイデン)
桜心女学園の生徒に贈られる、最高の称号。贈られた者は、校舎の廊下に額縁入りの写真を飾られ展示される。
りりさは母のために獲得しようとしていたが、結局は「他人の評価」であり、本人の努力や想いは関係なく、選ばれた者たちも自身の身に付けたものは努力していようとしていまいと「余技」と割り切っていることに愕然とする。
ロックレディ
フジロック出場を目指すインストガールズバンド。それぞれが上流階級のお嬢様であるため、本名に由来する芸名を名乗って活動する。バンド名は「バッカス」と対バンを行う際に愛莉珠によって命名された。曰く皆様のような麗しいお嬢様がなりふり構わず「強い意志を貫く」ことに由来している。

## 書誌情報
- 福田宏 『ロックは淑女の嗜みでして』 白泉社〈ヤングアニマルコミックス〉、既刊7巻（2025年3月28日現在）
  1. 2023年4月28日発売[7][9]、ISBN 978-4-592-16476-0
  2. 2023年6月29日発売[10]、ISBN 978-4-592-16477-7
  3. 2023年10月27日発売[11]、ISBN 978-4-592-16478-4
  4. 2024年2月29日発売[12]、ISBN 978-4-592-16479-1
  5. 2024年7月29日発売[13][14]、ISBN 978-4-592-16480-7
  6. 2024年11月28日発売[15]、ISBN 978- 4-592-16716-7
  7. 2025年3月28日発売[16]、ISBN 978-4-592-16717-4

## テレビアニメ
2024年7月にテレビアニメ化が発表された。2025年4月から6月までTBS系列ほかにて放送された。

### スタッフ
- 原作 - 福田宏[5]
- 監督 - 綿田慎也[5]
- 助監督 - 安川央里[5]
- ビジュアルディレクター - ソエジマヤスフミ[5]
- シリーズ構成・脚本 - ヤスカワショウゴ[5]
- メインキャラクターデザイン - 宮谷里沙[5]
- デザインワークス - 小川玖理周、志賀祐香
- プロップデザイン - 鯉沼菜奈
- 色彩設計 - 大塚眞純[5]
- 美術監督 - 坂上裕文[5]
- 美術設定 - 浅見由一[5]
- 美術監修 - 加藤浩
- CGディレクター - 坂口遥佳[5]
- 撮影監督 - 渡辺実花[5]
- 編集 - 齋藤朱里[5]
- 音響監督 - 菊田浩巳[5]
- 音楽 - 佐久間奏、斎木達彦、田中津久美、田渕夏海
- 音楽制作プロデューサー - 水田大介、鈴木雄貴
- チーフプロデューサー - 斎藤朋之、長渕陽介、樋口弘光
- プロデューサー - 西ヶ谷英武、砂子達也、木村大、鈴木浩介、外川明宏、堀切伸二、飯塚寿雄、松田隼典
- アニメーション制作 - BN Pictures[5]
- 製作 - 「ロックは淑女の嗜みでして」製作委員会

### 主題歌
「Ready to Rock」
BAND-MAIDによるオープニングテーマ。第1・13話では劇中曲として使用された。
「夢じゃないならなんなのさ」
Little Glee Monsterによるエンディングテーマ。

### 劇中曲
劇中では主にカバー曲が使用されている。
「リンダ リンダ」
作詞・作曲は甲本ヒロト。第1話で使用された。
「Ghost Dance」
作曲はLITE。編曲は野崎心平。
第1話では、りりさ・音羽／KANAMI（BAND-MAID）・AKANE（BAND-MAID）が演奏。
第2話では、音羽／AKANE（BAND-MAID）が演奏。
第7話では、りりさ・音羽・環／KANAMI（BAND-MAID）・AKANE（BAND-MAID）・MISA（BAND-MAID）が演奏。
第9話では、りりさ・音羽・ティナ・環／KANAMI（BAND-MAID）・AKANE（BAND-MAID）・SAIKI（BAND-MAID）・MISA（BAND-MAID）が演奏。
第10話では、音羽・ティナ・環／AKANE（BAND-MAID）・SAIKI（BAND-MAID）・MISA（BAND-MAID）が演奏。
第11話では、音羽／AKANE（BAND-MAID）が演奏。
「YOUTH」
作曲はmudy on the 昨晩。編曲は野崎心平。
第3話では、りりさ・音羽／KANAMI（BAND-MAID）・AKANE（BAND-MAID）が演奏。
第9話では、りりさ・音羽・ティナ・環／KANAMI（BAND-MAID）・AKANE（BAND-MAID）・SAIKI（BAND-MAID）・MISA（BAND-MAID）が演奏。
第13話では、ロックレディ／KANAMI（BAND-MAID）・AKANE（BAND-MAID）・SAIKI（BAND-MAID）・MISA（BAND-MAID）が演奏。
「EDEN」
作詞・作曲・編曲は野崎心平。
第5話では、石谷ジュン／渡辺正親が歌唱。
「宝島」
作曲は和泉宏隆。編曲は野崎心平・大迫杏子。
第5話では、りりさ・音羽・レッドファミリア／KANAMI（BAND-MAID）・MISA（BAND-MAID）・AKANE（BAND-MAID）・石戸谷"みげーる"斉が演奏。
「Spirit Cold」
作曲・編曲は野崎心平。
第6話では、りりさ／KANAMI（BAND-MAID）が演奏。
第7話では、環／KANAMI（BAND-MAID）が演奏。
「Shining my love」
作詞はKimotto。作曲・編曲は野崎心平。
第6・9話では、ビターガナッシュ（Vo アキ）／五十嵐裕美が歌唱。
「fuss uppers」
作曲はSawagi。編曲は野崎心平。
第7・8話では、ティナ／SAIKI（BAND-MAID）が演奏。
第9話では、りりさ・音羽・ティナ・環／KANAMI（BAND-MAID）・AKANE（BAND-MAID）・SAIKI（BAND-MAID）・MISA（BAND-MAID）が演奏。
「Bright Future」
作詞・作曲・編曲は野崎心平。
第12・13話では、Bacchus（Vo ナオト）／小林裕介が歌唱。
「夜は光を掩蔽し、幾多の秘密を酌み、さかしまな『夢想』を育む。」
作曲はte'。編曲は野崎心平。
第13話では、ロックレディ／KANAMI（BAND-MAID）・AKANE（BAND-MAID）・SAIKI（BAND-MAID）・MISA（BAND-MAID）が演奏。

### 各話リスト
| 話数 | サブタイトル                                                 | 絵コンテ                           | 演出              | 作画監督 | 総作画監督                                       | 初放送日      |
| ---- | ------------------------------------------------------------ | ---------------------------------- | ----------------- | --- | ------------------------------------------------ | ------------- |
| 01   | ごきげんよう♡そんなギターやめちまえ!!!                       | 綿田慎也                           | 安川央里          | 小川玖理周 吉野美貴 吉田和香子 ハンミンギ 大野勉 志賀祐香 谷口健太                                                                                    | 宮谷里沙                                         | 2025年 4月3日 |
| 02   | 交わりましょう♡絶対、認めない！                              | 安川央里                           | 山本恵            | 木村都彦 吉田和香子 ハンミンギ 三橋妙子 小川玖理周 陳嶺 葛運禕 茅奕悅 汤夏 孙振亮 小螺 毛缟斑                                                         | 宮谷里沙 小川玖理周                              | 4月11日       |
| 03   | やりましょう!!! 気持ちいい事!!!バンド組まない？              | ソエジマヤスフミ 中込健人          | 中込健人          | 志賀祐香 大野勉 尾崎正幸 中島大智 孙振亮 甲鸟 汤夏 王渝 何文 楊中英 葛運禕                                                                            | 宮谷里沙 小川玖理周                              | 4月17日       |
| 04   | メン募してみる？追い出してやる！                             | 宮崎なぎさ                         | 小島隆史          | 清水博幸 渡部桂太 胡雲濤 廖菲 陸鑫 四季社 阿菁 何文 葛運禕 茅奕悅 ラプラス・アニメーション                                                            | 宮谷里沙 小川玖理周                              | 4月24日       |
| 05   | ドキドキしますわね♡こっちは出してんだ、テメーも出してみろ!!! | 重田敦司 ソエジマヤスフミ          | 加藤顕            | 田村万有 ビート 吉野美貴 志賀祐香 阿菁 尾崎正幸 木村都彦                                                                                              | 宮谷里沙 小川玖理周                              | 5月1日        |
| 06   | メンバーに入れてくれないか…？今すぐ、あいつは捨てろ          | 寺田和男                           | 山本恵 小島隆史   | 中島大智 阿菁 葛運禕 楊中英 小螺 富春 飒飒 梦润 毛缟斑 王渝 朱泱 刘军                                                                                 | 宮谷里沙 小川玖理周 志賀祐香 諏訪可奈恵          | 5月8日        |
| 07   | 僕は、自分を変えたい…！これぐらいこなせよ、下手くそ          | 西澤晋                             | 中込健人          | 志賀祐香 清水博幸 大野勉 阿菁 何文 楊中英 茅奕悅 胡雲濤 廖菲 楊鎮宇                                                                                   | 小川玖理周 志賀祐香 諏訪可奈恵                   | 5月15日       |
| 08   | ムダなワケないでしょ!!秘策がありますわ♡                      | 大川貴大                           | 遠藤広隆          | 志賀祐香 ビート 鍵山亜子 木村都彦 岩崎成希 橋口隼人 渡部桂太 阿菁 陳嶺 富春 张臤                                                                      | 宮谷里沙 小川玖理周 諏訪可奈恵 志賀祐香          | 5月22日       |
| 09   | いよいよ私達の番ですわね♡全部、うるせえんだよ!!!             | ソエジマヤスフミ                   | 安川央里          | 服部真奈美 中島大智 馬場竜一 大野勉 和田喜彰 阿菁 葛運禕 何文 朱央                                                                                    | 宮谷里沙 小川玖理周 諏訪可奈恵 志賀祐香          | 5月29日       |
| 10   | あんなもんじゃねぇだろ!!あいつらと、ロックがしたい!!!        | 大槻敦史                           | 中野英明          | 米田雄哉 李雄宰 陳晟 平田卓也 An Minmi 大野勉 Triple A                                                                                                | 小川玖理周 諏訪可奈恵 福田裕樹                   | 6月5日        |
| 11   | 高潔な乙女になりたくてただ、踊らせるだけ                     | 幸博コマヲ                         | 幸博コマヲ        | 吉野美貴 石田智子 和田喜彰 ビート 阿菁 楊俊 富春 孙振亮 毛缟斑 王渝                                                                                   | 小川玖理周 志賀祐香 諏訪可奈恵                   | 6月12日       |
| 12   | 辞退させていただきますわ最高だって証明してやる!!!            | 京極尚彦                           | 京極尚彦          | 服部真奈美 鍵山亜子 石川恵理 大野勉 岩崎成希 服部憲知 木村都彦 阿菁 楊中英 Triple A                                                                   | 宮谷里沙 小川玖理周 諏訪可奈恵 福田裕樹 志賀祐香 | 6月19日       |
| 13   | ロックレディ                                                 | ソエジマヤスフミ 安川央里 綿田慎也 | 安川央里 綿田慎也 | ビート 中島大智 吉野美貴 岩崎成希 常定日和 朱嘉銘 鄧宏輝 王瑞浩 小村柚葉 和田喜彰 高橋晃 阿菁 何文 楊中英 茅奕悅 油鍋なべる 郭書夢 李欣然 謝博傑 張鵬 | 宮谷里沙 小川玖理周 諏訪可奈恵 志賀祐香          | 6月26日       |

### 放送局
| 放送期間                   | 放送時間               | 放送局                              | 対象地域 | 備考                      |
| -------------------------- | ---------------------- | ----------------------------------- | -------- | ------------------------- |
| 2025年4月3日 - 6月26日     | 木曜 23:56 - 金曜 0:26 | TBSテレビ（製作参加）ほか系列全28局 | 日本国内 |                           |
| 2025年4月5日 - 6月28日     | 土曜 23:30 - 日曜 0:00 | AT-X                                | 日本全域 | CS放送 / リピート放送あり |
| 全放送局で字幕放送を実施。 |                        |                                     |          |                           |

| 配信開始日   | 配信時間               | 配信サイト | 備考           |
| ------------ | ---------------------- | --- | -------------- |
| 2025年4月4日 | 金曜 0:30 以降順次更新 | ABEMA dアニメストア DMM TV FOD Hulu J:COM STREAM Lemino milplus Pontaパス Prime Video TELASA U-NEXT アニメ放題 バンダイチャンネル ふらっと動画 | 見放題配信     |
|              |                        | HAPPY!動画 J:COM STREAM milplus Prime Video Rakuten TV TELASA YouTube （レンタル） ニコニコチャンネル バンダイチャンネル                       | 都度課金配信   |
|              |                        | ABEMA TBS FREE TVer | 見逃し無料配信 |

### BD
| 巻  | 発売日             | 収録話 | 規格品番 |
| --- | ------------------ | ------ | -------- |
| BOX | 2025年10月29日予定 | 全13話 | BNP-0026 |

### Webラジオ
関根明良と島袋美由利がパーソナリティを務めるWebラジオ『トークも淑女の嗜みでして』がYouTube『Rakuten Content Central【ANIME】』にて2025年4月2日から毎週水曜18時9分に配信。
| TBS系列 木曜 23:56 - 金曜 0:26                        | TBS系列 木曜 23:56 - 金曜 0:26                      | TBS系列 木曜 23:56 - 金曜 0:26     |
| 前番組                                                | 番組名                                              | 次番組                             |
| ----------------------------------------------------- | --------------------------------------------------- | ---------------------------------- |
| アオのハコ（第1期） （2024年10月3日 - 2025年3月27日） | ロックは淑女の嗜みでして （2025年4月3日 - 6月26日） | 神椿市建設中。 （2025年7月3日 - ） |